# Campeonato Mundial de Atletismo Júnior de 2014 - Decatlo masculino
A prova do decatlo masculino do Campeonato Mundial de Atletismo Júnior de 2014 ocorreu entre os dias 22 e 23 de julho em Eugene, nos Estados Unidos. 

## Recordes
Antes desta competição, os recordes mundiais e do campeonato nesta prova eram os seguintes:
|     | Nome             | Nacionalidade     | Pontos | Local  | Data                 |
| --- | ---------------- | ----------------- | ------ | ------ | -------------------- |
| WJR | Torsten Voss     | Alemanha Oriental | 8397   | Erfurt | 7 de julho de 1982   |
| CR  | Arkadiy Vasilyev | Rússia            | 8059   | Pequim | 17 de agosto de 2006 |

Os seguintes recordes mundiais ou do campeonato foram estabelecidos durante esta competição: 
| Data        | Nome        | Nacionalidade | Pontos | Notas |
| ----------- | ----------- | ------------- | ------ | ----- |
| 23 de julho | Jiří Sýkora | Chéquia       | 8135   | CR    |

## Medalhistas
| Ouro              | Prata               | Bronze          |
| Jiří Sýkora (CZE) | Cedric Dubler (AUS) | Tim Nowak (GER) |

## Cronograma
Todos os horários são locais (UTC-7).
| Data        | Hora  | Evento                   |
| ----------- | ----- | ------------------------ |
| 22 de julho | 10:25 | 100 metros rasos         |
| 22 de julho | 11:30 | Salto em distância       |
| 22 de julho | 13:15 | Arremesso de peso        |
| 22 de julho | 16:30 | Salto em altura          |
| 22 de julho | 19:50 | 400 metros rasos         |
| 23 de julho | 10:00 | 110 metros com barreiras |
| 23 de julho | 10:50 | Arremesso de disco       |
| 23 de julho | 14:00 | Salto com vara           |
| 23 de julho | 17:30 | Lançamento de dardo      |
| 23 de julho | 20:17 | 1500 metros rasos        |

## Resultados
| Posição           | Atleta               | Nacionalidade  | 100 m                  | SD                       | AP        | SA       | 400 m     | 110 m                  | AD        | SV       | LD        | 1500 m      | Pontos | Notas                 |
| ----------------- | -------------------- | -------------- | ---------------------- | ------------------------ | --------- | -------- | --------- | ---------------------- | --------- | -------- | --------- | ----------- | ------ | --------------------- |
| Medalha de ouro   | Jiří Sýkora          | Chéquia        | 10.92 (w: +0.5m/s) 878 | 7.35 (w: +2.0m/s) 898    | 15.50 820 | 1.94 749 | 49.00 861 | 14.23 (w: -0.1m/s) 945 | 48.55 840 | 4.40 731 | 60.56 746 | 4:42.10 667 | 8135   | Recorde do campeonato |
| Medalha de prata  | Cedric Dubler        | Austrália      | 10.80 (w: +0.6m/s) 906 | 7.74 (w: +1.2m/s) 995    | 13.02 668 | 2.09 887 | 48.75 873 | 14.08 (w: -0.5m/s) 964 | 38.25 629 | 4.80 849 | 53.63 642 | 4:39.81 681 | 8094   | OJC                   |
| Medalha de bronze | Tim Nowak            | Alemanha       | 11.09 (w: +1.4m/s) 841 | 7.16 (w: +1.4m/s) 852    | 14.47 757 | 2.03 831 | 49.60 833 | 14.14 (w: -0.6m/s) 957 | 42.42 714 | 4.70 819 | 59.74 734 | 4:46.19 642 | 7980   | NJR                   |
| 4                 | Evgeniy Likhanov     | Rússia         | 11.01 (w: +1.4m/s) 858 | 7.72 (w: +2.0m/s) 990    | 14.19 740 | 2.09 887 | 50.18 806 | 14.87 (w: -0.1m/s) 865 | 34.64 556 | 4.60 790 | 54.83 660 | 4:47.12 636 | 7788   | Recorde da temporada  |
| 5                 | Roman Kondratyev     | Rússia         | 10.88 (w: +0.5m/s) 888 | 7.29 w (w: +2.4m/s) 883  | 14.93 785 | 2.03 831 | 49.25 849 | 14.04 (w: -0.5m/s) 969 | 37.56 615 | 4.60 790 | 47.66 554 | 4:50.39 616 | 7780   | Recorde pessoal       |
| 6                 | Harrison Williams    | Estados Unidos | 10.75 (w: +2.0m/s) 917 | 6.80 (w: +0.7m/s) 767    | 13.53 700 | 1.94 749 | 48.21 899 | 14.37 (w: -0.9m/s) 927 | 35.09 565 | 4.90 880 | 56.31 682 | 4:41.01 674 | 7760   | Recorde pessoal       |
| 7                 | Fredriech Pretorius  | África do Sul  | 11.05 (w: +1.0m/s) 850 | 7.31 (w: +0.4m/s) 888    | 13.94 725 | 1.97 776 | 49.41 842 | 14.20 (w: -0.5m/s) 949 | 38.90 642 | 4.20 673 | 52.05 619 | 4:33.04 725 | 7689   |                       |
| 8                 | Gabriel Moore        | Estados Unidos | 10.98 (w: +2.0m/s) 865 | 7.01 (w: +1.8m/s) 816    | 13.41 692 | 1.97 776 | 49.01 861 | 14.82 (w: -0.6m/s) 871 | 45.09 769 | 4.30 702 | 52.25 622 | 4:45.68 645 | 7619   | Recorde pessoal       |
| 9                 | Taavi Tšernjavski    | Estónia        | 11.19 (w: +1.4m/s) 819 | 6.85 (w: -0.1m/s) 778    | 14.73 773 | 1.91 723 | 50.48 793 | 15.23 (w: -0.6m/s) 822 | 46.16 791 | 4.30 702 | 56.63 687 | 4:38.35 691 | 7579   | Recorde pessoal       |
| 10                | Karsten Warholm      | Noruega        | 10.55 (w: +0.5m/s) 963 | 7.53 w (w: +2.6m/s) 942  | 11.60 582 | 2.00 803 | 47.21 948 | 14.14 (w: -0.5m/s) 957 | 36.05 585 | 4.20 673 | 43.77 497 | 4:52.94 601 | 7551   | Recorde pessoal       |
| 11                | Mathias Ako          | França         | 11.01 (w: +2.0m/s) 858 | 7.27 (w: +1.8m/s) 878    | 13.98 727 | 1.85 670 | 51.72 737 | 14.47 (w: -0.1m/s) 915 | 46.49 798 | 5.00 910 | 44.68 510 | 5:04.50 534 | 7537   | Recorde pessoal       |
| 12                | Fredrik Samuelsson   | Suécia         | 11.20 (w: +1.0m/s) 817 | 7.03 (w: +1.7m/s) 821    | 14.62 766 | 1.94 749 | 50.74 781 | 14.90 (w: -0.6m/s) 862 | 40.02 665 | 4.40 731 | 52.64 628 | 4:37.96 693 | 7513   | Recorde da temporada  |
| 13                | David Hall           | Reino Unido    | 10.89 (w: +1.0m/s) 885 | 6.66 w (w: +2.2m/s) 734  | 13.62 705 | 1.97 776 | 47.85 916 | 14.98 (w: -0.9m/s) 852 | 35.77 579 | 4.10 645 | 53.53 641 | 4:35.82 707 | 7440   | Recorde pessoal       |
| 14                | Jan Deuber           | Suíça          | 10.95 (w: +0.6m/s) 872 | 7.27 (w: +0.5m/s) 878    | 12.76 653 | 1.91 723 | 50.21 805 | 14.60 (w: -0.5m/s) 899 | 35.90 582 | 4.50 760 | 50.44 595 | 4:45.43 646 | 7413   | NJR                   |
| 15                | Wang Qunhao          | China          | 11.45 (w: +0.6m/s) 763 | 6.87 (w: 0.0m/s) 783     | 12.59 642 | 1.97 776 | 49.63 832 | 14.52 (w: -0.6m/s) 908 | 36.86 601 | 4.40 731 | 53.35 638 | 4:40.38 678 | 7352   |                       |
| 16                | Jan Doležal          | Chéquia        | 11.03 (w: +1.0m/s) 854 | 6.97 (w: +0.3m/s) 807    | 14.74 774 | 1.76 593 | 49.94 817 | 14.25 (w: -0.9m/s) 942 | 45.91 786 | 4.50 760 | 37.98 413 | 4:59.36 563 | 7309   |                       |
| 17                | Elmo Savola          | Finlândia      | 11.08 (w: +1.4m/s) 843 | 6.99 (w: +1.1m/s) 811    | 13.22 681 | 1.97 776 | 50.37 798 | 14.53 (w: -0.1m/s) 907 | 27.32 412 | 4.50 760 | 62.18 771 | 5:07.18 519 | 7278   |                       |
| 18                | Luca Bernaschina     | Suíça          | 11.09 (w: +0.6m/s) 841 | 7.39 w (w: +2.5m/s) 908  | 14.50 759 | 1.82 644 | 51.29 756 | 14.66 (w: -0.1m/s) 891 | 34.34 550 | 4.20 673 | 49.33 579 | 4:46.25 641 | 7242   | Recorde pessoal       |
| 19                | Alex Soares          | Brasil         | 11.20 (w: +0.6m/s) 817 | 7.18 (w: 0.0m/s) 857     | 15.21 803 | 1.79 619 | 50.16 807 | 14.86 (w: -0.1m/s) 867 | 39.07 646 | 4.10 645 | 50.08 590 | 5:03.00 543 | 7194   |                       |
| 20                | Santiago Ford        | Cuba           | 11.26 (w: +0.6m/s) 804 | 6.71 (w: -1.0m/s) 746    | 13.55 701 | 2.03 831 | 50.27 802 | 14.75 (w: -0.6m/s) 880 | 33.65 537 | 3.90 590 | 54.17 651 | 4:46.78 638 | 7180   |                       |
| 21                | Sybren Blok          | Países Baixos  | 10.99 (w: +0.5m/s) 863 | 6.80 (w: +1.1m/s) 767    | 14.19 740 | 1.79 619 | 51.91 729 | 15.29 (w: -0.5m/s) 815 | 40.78 680 | 4.40 731 | 56.06 679 | 5:02.90 543 | 7166   |                       |
| 22                | Pablo Trescolí       | Espanha        | 11.21 (w: +0.6m/s) 814 | 6.55 w (w: +2.2m/s) 709  | 13.10 673 | 1.85 670 | 49.43 841 | 15.02 (w: -0.6m/s) 847 | 36.91 602 | 4.20 673 | 50.61 598 | 4:30.84 739 | 7166   |                       |
| 23                | Benjamin Hougardy    | Bélgica        | 11.65 (w: +2.0m/s) 721 | 6.84 (w: +1.8m/s) 776    | 12.16 616 | 2.03 831 | 51.39 752 | 15.67 (w: -0.6m/s) 770 | 35.68 577 | 4.60 790 | 47.92 558 | 4:28.77 753 | 7144   |                       |
| 24                | Andreas Gustafsson   | Suécia         | 11.21 (w: +0.5m/s) 814 | 6.74 w (w: +2.7m/s) 753  | 12.86 659 | 1.94 749 | 50.44 794 | 14.73 (w: -0.6m/s) 882 | 29.60 457 | 4.40 731 | 45.44 708 | 4:35.59 521 | 7068   |                       |
| 25                | David Thomson        | Austrália      | 11.37 (w: +2.0m/s) 780 | 6.96 w (w: +3.3m/s) 804  | 13.86 720 | 1.97 776 | 51.00 769 | 15.84 (w: -0.6m/s) 751 | 40.99 685 | 4.50 760 | 52.72 629 | 5:40.06 351 | 7025   |                       |
| 26                | Loek van Zevenbergen | Países Baixos  | 10.87 (w: +1.0m/s) 890 | 7.29 (w: +1.4m/s) 883    | 11.78 593 | 1.94 749 | 50.21 805 | 15.31 (w: -0.9m/s) 812 | 36.23 588 | 4.00 617 | 48.02 559 | 5:30.38 397 | 6893   |                       |
| 27                | Felipe Ruíz          | México         | 11.74 (w: +2.0m/s) 703 | 6.04 w (w: +2.1m/s) 595  | 12.68 648 | 1.73 569 | 51.56 744 | 15.86 (w: -0.9m/s) 749 | 33.51 534 | 3.80 562 | 51.10 605 | 4:35.34 710 | 6419   |                       |
| 28                | Carlos Sánchez       | Espanha        | 11.16 (w: +1.0m/s) 825 | 6.55 (w: +1.6m/s) 709    | 13.15 676 | 1.79 619 | 51.21 760 | 14.84 (w: -0.6m/s) 869 | 35.01 564 | NM 0     | 48.56 567 | 4:46.11 642 | 6231   |                       |
| 29                | Fabian Christ        | Alemanha       | 10.99 (w: +0.5m/s) 863 | 7.18 (w: +0.6m/s) 857    | 12.58 642 | 1.94 749 | 47.67 925 | 14.39 (w: -0.5m/s) 925 | 34.07 545 | 4.80 849 | NM 0      | DNS         | DNF    |                       |
| 30                | Jefferson Santos     | Brasil         | 11.12 (w: +1.4m/s) 834 | 7.18 (w: +1.3m/s) 857    | 14.05 731 | 2.00 803 | 51.37 753 | 14.75 (w: -0.1m/s) 880 | 46.09 789 | NM 0     | DNS       | 0           | DNF    |                       |
| 31                | Yuriy Yeryomich      | Bielorrússia   | 10.92 (w: +0.5m/s) 878 | 7.80 w (w: +2.1m/s) 1010 | 13.50 698 | 1.94 749 | 50.35 799 | 14.36 (w: -0.6m/s) 929 | 28.24 430 | NM 0     | DNS       | 0           | DNF    |                       |
| 32                | Aleksandar Grnović   | Sérvia         | 11.28 (w: +1.0m/s) 799 | 6.72 (w: +0.4m/s) 748    | 14.09 734 | 1.73 569 | 49.97 816 | 15.14 (w: -0.9m/s) 833 | DNS       | 0        | 0         | 0           | DNF    |                       |
| 33                | Simone Fassina       | Itália         | 11.39 (w: +1.4m/s) 776 | 6.35 (w: -1.4m/s) 664    | 12.40 631 | 1.94 749 | 52.81 690 | DNS                    | 0         | 0        | 0         | 0           | DNF    |                       |
| 34                | Vincent Stas         | Bélgica        | 10.95 (w: +1.4m/s) 872 | 7.13 (w: +1.3m/s) 845    | DNS       | 0        | 0         | 0                      | 0         | 0        | 0         | 0           | DNF    |                       |

Legenda
| Recorde mundial       | Recorde mundial (World record)               |                       | Recorde africano                      | Recorde africano (African) |                                           | Q | Classificado por posição (Qualified) |
| Recorde do campeonato | Recorde do campeonato (Championship record)  | Recorde da América    | Recorde da América (Americas)         | q                          | Classificado por melhor tempo (Qualified) |   |                                      |
| Melhor marca do ano   | Melhor marca do ano (World leading)          | Recorde asiático      | Recorde asiático (Asian)              | DNS                        | Não largou (Did not start)                |   |                                      |
| Recorde nacional      | Recorde nacional (National record)           | Recorde europeu       | Recorde europeu (European)            | DNF                        | Não terminou (Did not finish)             |   |                                      |
| Recorde pessoal       | Recorde pessoal do atleta (Personal best)    | Recorde da Oceania    | Recorde da Oceania (Oceania)          | DSQ / DQ                   | Desclassificado (Disqualified)            |   |                                      |
| Recorde da temporada  | Recorde da temporada do atleta (Season best) | Recorde sul-americano | Recorde sul-americano (South America) | NM                         | Sem marca (No mark)                       |   |                                      |